# Graitschen bei Bürgel
Graitschen bei Bürgel là một đô thị thuộc huyện Saale-Holzland, trong bang Thüringen, Đức. Đô thị Graitschen bei Bürgel có diện tích 4,6 km².